# Špilje Abanda
Špilje Abanda su špiljski kompleks u Gabonu, smješten uzvodno od lagune Fernan Vaz. Prvi su ih spomenuli dr. Marco Marti i Claude Werotte početkom 2000-ih, a Oslisly, Testa, Sebag i Shirley u potpunosti su ih istražili tijekom nekoliko speleoloških ekspedicija.
Postoje dvije neovisne mreže špilja: špilja Dinguembou (350 m) i špilja Mugumbi (400 m). Pristup vodoravnim prolazima moguć je kroz vertikalne "dimnjake" dubine oko 7 m. Oni su domaćini velikim kolonijama šišmiša ( egipatski voćni šišmiš, Sundevallov okruglolisni šišmiš, divovski okruglolisni šišmiš) koje se procjenjuju na više od 100 000 jedinki. Na ulazima špilja uočena su gnijezda Picathartesa.

## Patuljasti krokodil
Poznato je da u špiljama Abande živi endemska populacija patuljastih krokodila narančaste boje koji žive u špiljama. Opisao ih je herpetolog Matthew H. Shirley nakon prve znanstvene ekspedicije u špiljama 2010. Ovi krokodili žive u potpunom mraku, hrane se uglavnom šišmišima i pećinskim cvrčcima te plivaju u tekućem guanu od šišmiša..

## Vanjske poveznice
- Službena stranica